# Kanał 2 (Izrael)
Kanał 2 (hebr. ערוץ 2, Arutz 2, Aruc sztaim) – komercyjna telewizja w Izraelu, nadająca ze swojej siedziby w parku przemysłowym Jarkon w Tel Awiwie.

## Historia
Propozycja stworzenia drugiego kanału telewizji izraelskiej pojawiła się już w latach 70. XX wieku. W lipcu 1978 roku rząd powołał komisję do zbadania problemu, na czele której stanął Haim Kovarsky. Przedstawiony przez nią raport zalecał utworzenie komercyjnej stacji telewizyjnej, której działalność byłaby finansowana z nadawanych reklam. Kwestia ta wzbudziła liczne kontrowersje polityczne, ponieważ wchodząca do koalicji rządowej Narodowa Partia Religijna sprzeciwiała się nadawaniu programów komercyjnych. Dopiero w październiku 1986 roku Kneset wyraził zgodę na utworzenie prywatnego kanału telewizyjnego. 7 października 1986 roku rozpoczęto eksperymentalne nadawanie programów, w celu podzielenia częstotliwości dzielonych z sąsiednimi państwami. Pierwsza emisja trwała około trzech godzin porą wieczorową, podczas których nadano pliki testowe. Nie informowano przy tym nikogo publicznie w jaki sposób można odebrać tę transmisję telewizyjną.
W lutym 1987 roku podjęto decyzję o transmisji rozprawy sądowej Iwana Demianiuka, oskarżonego o zbrodnie wojenne. Podczas „Dnia Niepodległości” uruchomiono studio prowadzące na żywo transmisje z wydarzeń odbywających się w całym kraju. Transmisja ta wzbudziła jednak kontrowersje i zwrócono się do Prokuratora Generalnego z żądaniem zaprzestania nadawania sygnału przez kanał pilotowy. Prokurator wyraził zgodę na kontynuowanie transmisji, uwarunkował je jednak od sprawowania nadzoru nad kanałem przez Broadcasting Authority, do czasu wydania odpowiednich regulacji prawnych w tej sprawie. Wcześniej nie istniał żaden organ uprawniony do kontroli transmisji kanału pilotowego. W następstwie decyzji Prokuratora Generalnego, kanał pilotowy zaczął nadawanie powtórek starych programów telewizyjnych.
W 1987 roku doszło do 52-dniowego strajku pracowników Broadcasting Authority, którzy domagali się skrócenia czasu pracy w godzinach popołudniowych i wieczornych. W okresie tym drugi kanał pilotowy otrzymał rządową zgodę o przedłużeniu czasu transmisji i rozpoczęciu nadawania filmów oraz zakupu różnych programów. Pracownicy Broadcasting Authority uznali te decyzje za rządową próbę przełamania strajku. Od tego czasu kanał drugi zaczął nadawać programy swojej własnej produkcji, z których niektóre zyskały dużą popularność.
W 1990 roku Kneset uchwalił ustawę o utworzeniu Drugiego Urzędu do spraw Radia i Telewizji (The Second Authority for Television and Radio), który przejął kontrolę nad kanałem drugim, oficjalnie kończąc kontrolę Broadcasting Authority. Pomimo to kanał drugi nadal był doświadczalnym programem telewizyjnym, ponieważ nie był spółką handlową, mogącą uzyskać koncesję na prowadzenie regularnego kanału telewizyjnego. Proces legalizacji prawnej był bardzo długi i trwał prawie trzy lata. Wraz z wybuchem I wojny w Zatoce Perskiej w 1991 kanał drugi rozpoczął nadawanie codziennego przeglądu informacji prezentowanych przez zagraniczne stacje telewizyjne.
W 1993 podjęto decyzję o uruchomieniu kanału drugiego na zasadzie umowy franczyzy. 3 listopada 1993 trzy telewizyjne spółki Keszet, Reszet i Telad oficjalnie utworzyły kanał telewizyjny Kanał 2. Nowy kanał rozpoczął regularne nadawanie krótkich audycji informacyjnych, prowadzonych przez Jakuba Elona.
4 listopada 1993 podjęto decyzję, że Kanał 2 będzie komercyjnym kanałem telewizyjnym, utrzymującym się z reklam. Z upływem czasu stał się on jednym z najpopularniejszych kanałów telewizyjnych w Izraelu.

## Nadawcy
Działalność Channel 2 jest nadzorowana przez Drugi Urząd do spraw Radia i Telewizji (The Second Authority for Television and Radio). Do realizacji nadawania programów telewizyjnych powołano spółki:
- Keszet (hebr. קשת) i Reszet (hebr. רשת) – otrzymały długo letnie umowy franczyzowe na realizację kilku programów telewizyjnych.
- Israeli News Company (hebr. חברת החדשות הישראלית בע"מ) – produkuje programy informacyjne.
- Educational Television (hebr. הטלוויזיה החינוכית) – istniejący od 1966 kanał programów edukacyjnych.